# Marcio Kogan
Marcio Kogan (São Paulo, 6 de março de 1952) é um arquiteto, formado pela Faculdade de Arquitetura e Urbanismo Universidade Presbiteriana Mackenzie em 1976. Ele é filho do engenheiro Aron Kogan, que se tornou conhecido nos anos 50 e 60 por projetar e construir grandes edifícios em São Paulo, como o Edifício São Vito, o Edifício Mirante do Vale (maior arranha-céus do Brasil, com 170 metros). Durante os primeiros anos de carreira, Marcio dividiu a atividade de arquitetura com a do cinema, em parcerias feitas com Isay Weinfeld, seu colega de faculdade. Em 1988, a dupla produziu o longa metragem Fogo e Paixão e, entre 1995 e 2004 fizeram juntos 5 exposições sobre arquitetura e humor.

## Biografia
Desde 2001, o escritório de Marcio Kogan passou a se chamar Studio MK27 e partir de então começou a ganhar maior projeção internacional. Atualmente, além da produção no Brasil, tem projetos em países como Uruguai, Chile, Peru, Estados Unidos, Canadá, Espanha, Portugal, Suíça, Índia, Israel e Indonésia. Em 2011, Kogan foi selecionado para ser Membro Honorário do American Institute of Architects (AIA) pelo conjunto da obra, em cerimônia realizada em Nova Orleans. Em 2012, o Studio MK27 representou o Brasil na Bienal de Veneza de Arquitetura, em exposição no pavilhão nacional curada por Lauro Cavalcanti, que também destacou uma instalação de Lúcio Costa.
Os trabalhos de Kogan se caracterizam pelo detalhamento arquitetônico, simplicidade formal, forte relação entre espaço interno e externo, grande conforto climático sobretudo por meio de sustentabilidade passiva, uso de volumes puros, aplicação de elementos tradicionais da arquitetura brasileira como os muxarabis e pelo desenho de plantas internas funcionais. Além disso, privilegia o emprego de materiais brutos como madeira, concreto e pedras. Há, quase sempre, uma referência em suas obras ao modernismo brasileiro, no qual Marcio já se declarou grande admirador. O crítico do New York Times Paul Goldberger citou o Kogan na FLIP de 2013 como uma das principais referências da arquitetura brasileira contemporânea.

### Primeiros trabalhos
Durante os primeiros anos de carreira, os projetos arquitetônicos dividiram a dedicação de Kogan com o cinema. Entre 1973 e 1979, ele produziu - junto com Isay Weinfeld - 13 curta-metragens em Super 8, sendo premiados em diversos festivais nacionais. Em 1983, a dupla fez outro curta-metragem, agora em 35mm, Idos com o vento, premiado no Festival de Gramado e no Festival de Cine Ibero-Americano de Huelva na Espanha. Cinco anos depois, lançaram o primeiro e único longa metragem, Fogo e Paixão (1988), com um elenco estrelado que tinha Mira Haar, Cristina Mutarelli, Carlos Moreno, Rita Lee e Fernanda Montenegro. Todos essas produções cinematográficas tinham forte relação com o humor, sobretudo por meio de piadas visuais, construídas pela expressão dos personagens em interação com o cenário.
Na arquitetura, as principais obras dos primeiros anos de carreira foram o edifício sede do seu escritório em 1977 (localizado em São Paulo) - onde ainda mantém as atividades - e o Edifício Ijis (torre habitacional de 12 andares em São Paulo), concluído em 1980. Além desses projetos solos, fez com Weinfeld a Casa Goldfarb em 1989, que trazia referências a Villa Arpel do filme Meu Tio de Jacques Tati.

### Anos 90
Durante a década de 1990, Kogan projeta junto com Weinfeld o Edifício Metrópolis (torre habitacional no bairro do Morumbi), concluído em 1996, e o Hotel Fasano, um dos principais hotéis de luxo de São Paulo, liderado pela tradicional família de restaurateurs da cidade. O projeto do hotel se iniciou em 1996 e foi concluído em 2003.
As parcerias em cinema cederam espaço para as exposições sobre arquitetura e humor, a primeira delas realizada em 1995 no Museu da Casa Brasileira (MCB). A seguinte, sob o título Arquitetura Ornitológica de 1998, trazia representações bem-humoradas de casas de passarinhos.
Entre os projetos arquitetônicos solos desenvolvidos nos anos 90, destacam-se a Loja Larmod (1995) e a Loja Uma na Vila Madalena (1999). Os projetos desse período exploravam a espacialidade interna com grandes pé-direitos e minimizavam o uso de materiais e cores, quase sempre feitos em massas brancas.

### Anos 2000
A partir de 2001, o escritório de Marcio Kogan, ao se torna colaborativo, passa a se chamar Studio MK27. O sistema de trabalho adotado deu maior liberdade e responsabilidade para os arquitetos, que se tornaram também co-autores dos projetos, assinando junto com Kogan. Nessa organização, a divisão de tarefas foi minimizada e cada arquiteto acompanha todas as etapas do projeto, desde o briefing com o cliente até a entrega da obra.
Já nessa fase, a Casa Gama Issa (2002) foi amplamente publicada em revistas pelo mundo. Desses primeiros anos do Studio MK27, destacam-se também o Estúdio Coser - construído dentro de um galpão industrial na região do Cambuci em São Paulo - e o Museu de Microbiologia, no instituto Butantã em São Paulo - um retrofit de uma antiga estrutura, transformada em um centro para atividades didáticas.
Durante a primeira década do século XX, duas casas do Studio MK27 ganharam o prêmio Record House, promovido pela prestigiada revista norte-americana Architectural Record: a Casa Du Plessis (em 2004), que faz uma releitura de elementos tradicionais da arquitetura brasileira como a varanda o muxarabis e o pátio, e logo depois a Casa BR (2005).
Para a Micasa VolB (2007), o Studio MK 27 retoma o humor na arquitetura, agora em um comentário sobre o modernismo brasileiro. O projeto da loja-showroom de móveis foi em grande parte definido em discussões dentro do canteiro de obras. O tradicional concreto armado aparente foi feito de forma aleatória e elementos construtivos como treliças metálicas de armação foram usadas como brises-soleil.
A Casa Paraty, concluída em 2009, recebeu grande atenção da mídia especializada, ganhando 10 prêmios pelo mundo incluindo o Wallpaper* Design Awards, promovido pela revista britânica.

### Anos 2010
Esse período é marcado por uma internacionalização da produção de Kogan e diversificação dos programas da arquitetura. Os projetos em andamento incluem hotéis em Portugal e Indonésia, e obras concluídas no Chile e Uruguai.
Em 2011, Marcio Kogan foi selecionado para ser Membro Honorário do American Institute of Architects (AIA), concedido no mesmo ano também para outro brasileiro, Angelo Bucci.
Para a Bienal de Veneza de Arquitetura de 2012, o Studio MK27 fez uma vídeo instalação representando esquetes ficcionais da Casa V4. O pavilhão brasileiro foi elogiado pela mídia internacional incluindo o jornal britânico The Guardian que, com seu crítico Steve Rose, classificou a instalação como "destaque da Bienal" e "muito divertida".
Além disso, o Studio MK27 passou a desenhar, nos últimos anos, peças de design, incluindo luminárias, torneiras e uma banheira.
Entre os principais prêmios internacionais recentes recebidos destacam-se o Leaf Awards com a Casa de Punta (2011) e Casa M&M (2013), o Record House com a Casa da Bahia (2011) e o World Architecture Festival com a loja Decameron (2011), Record Interiors com Studio SC (2012) e International Design Award com a Casa Redux (2014). O Studio R foi selecionado em 2014 como finalista Mies Crown Hall Americas Prize como um dos 36 principais projetos executados na América entre 2000 e 2013.
Em 2014, a Moleskine lançou um caderno sobre o Studio MK27 mostrando o cotidiano dentro do escritório, esquetes e as principais inspirações. O livro integra a série 'Inspiration and Process in Architecture'.

### Studio MK27
O escritório é formado, além de Marcio Kogan, por Beatriz Meyer, Carlos Costa, Carolina Castroviejo, Constanza Cortes, Diana Radomysler, Eduardo Chalabi, Eduardo Glycerio, Elisa Friedmann, Eline Ostyn, Gabriel Kogan, Giovanni Meirelles, Lair Reis, Laura Guedes, Luciana Antunes, Marcio Tanaka, Maria Cristina Motta, Mariana Ruzante, Mariana Simas, Oswaldo Pessano, Pedro Ribeiro, Renata Furlanetto, Samanta Cafardo e Suzana Glogowski
Desde de 2001 o StudioMK27 ganhou mais de 200 prêmios brasileiros e internacionais, tais quais o IAB-BR, Bienal de Arquitetura de São Paulo, WAF, Architectural Review, Dedalo Minosse, Record House, LEAF, D&AD, Spark, Barbara Cappochin, Iconic, AZ e Wallpaper Design Award.

## Principais Obras Construídas de Arquitetura
- Edifício Ijis (1980), São Paulo
- Casa Goldfarb (1989), com Isay Weindfeld, São Paulo
- Edifício Metrópolis (1996), com Isay Weindfeld, São Paulo
- Loja Uma Vila Madalena (1999), São Paulo
- Estúdio Cóser (2001), co-autoria de Diana Radomysler e Oswaldo Pessano, São Paulo
- Casa Gama Issa (2002), São Paulo
- Museu de Micro Biologia do Instituto Butantã (2002), co-autoria de Bruno Gomes, São Paulo
- Hotel Fasano (2003), com Isay Weindfeld, São Paulo
- Casa Du Plessis (2003), Paraty
- CasaBR (2004), co-autoria de Bruno Gomes, Araras
- Casa das Mirindibas (2006), co-autoria de Renata Furlanetto, São Paulo
- Berçário Primetime (2007), co-autoria de Lair Reis, São Paulo
- Micasa VolB (2007), co-autoria de Bruno Gomes e Bruno Guedes, São Paulo
- Casa Osler (2009), co-autoria de Suzana Glogowski, Brasília
- Casa Paraty (2009), co-autoria de Suzana Glogowski, Paraty
- Casa 6 (2010), co-autoria de Diana Radomysler, São Paulo
- Casa da Bahia (2010), co-autoria de Samanta Cafardo e Suzana Glogowski, Salvador
- StudioSC (2010), co-autoria de Suzana Glogowski, São Paulo
- Casa de Punta (2011), co-autoria de Suzana Glogowski, São Paulo
- Livraria Cultura Iguatemi (2012), co-autoria de Marcio Tanaka, Mariana Ruzante e Luciana Antunes, São Paulo
- Casa M&M (2012), co-autoria de Maria Cristina Motta, São Paulo
- Casa Cubo (2012), co autoria de Suzana Glogowski, São Paulo
- Studio R (2012), co-autoria de Gabriel Kogan, São Paulo
- Casa Rocas (2012), co autoria de Renata Furlanetto e 57 studio, El Pangue, Chile
- Casa Redux (2013), co-autoria de Samanta Cafardo, Bragança Paulista
- Bar Riviera (2013), co-autoria de Beatriz Meyer, Eduardo Chalabi e Diana Radomysler, São Paulo
- Casa Txai (2013), co-autoria de Gabriel Kogan and Carolina Castroviejo, Itacaré
- Casa B+B (2014), com Fernanda Neiva, co-autoria de Renata Furlanetto, São Paulo
- Casa Mororó (2014), co-autoria de Maria Cristina Motta, Campos de Jordão

## Principais Projetos de Design
- Haaz Cobogó (2007), Turquia
- When Objects Work Bowl (2012), Bélgica
- Banheira DR (2014), Itália
- Torneira Up & Down (2014), Itália

## Exposições
- Arquitetura e Humor (1995), com Isay Weinfeld, no Museu da Casa Brasileira, São Paulo
- Arquitetura Ornitológica (1998), com Isay Weinfeld, no Museu da Casa Brasileira, São Paulo
- Umore and Architektur (2001), com Isay Weinfeld, no Museu da Casa Brasileira, São Paulo
- Happyland, Uma Visão da Próxima Grande Metrópole do Mundo (2002), com Isay Weinfeld, na 25ª Bienal de Arte, São Paulo
- Happyland Vol. 2, com Isay Weinfeld, no Museu da Casa Brasileira, São Paulo
- Próteses & Enxertos (2010), São Paulo, na Micasa VolB
- Protesi & Innesti (2012), com Manoela Verga e Paolo Boatti, Londres
- Bienal de Veneza de Arquitetura, Pavilhão Brasileiro, Peep (2012), Veneza